# Район Нісі (Ніїґата)
37°52′26″ пн. ш. 139°58′18″ сх. д. / 37.87389° пн. ш. 139.97167° сх. д.
Райо́н Ні́сі (яп. 西区, にしく, МФА: [ɲiɕi̥ ku], «Західний район») — район міста Ніїґата префектури Ніїґата в Японії. Станом на 1 квітня 2009 площа району становила 93,81 км². Станом на 1 червня 2011 населення району становило 161 470 осіб.

## Освіта
- Ніїґатський університет (головний кампус)